# Ивановка (Сальский район)
Ивановка — село в Сальском районе Ростовской области.
Административный центр Ивановского сельского поселения.

## История
Основано в 1840 году на месте хутора богача Мацегорова, по фамилии которого село первоначально было названо Мацегоровским. В 1851 году с постройкой церкви в честь Иоанна Богослова село переименовано в Ивановское. В мае 1866 года в селе была открыта первая в Ставропольской губернии школа для кочевых народов.
В 1897 году в селе действовало три училища: одноклассное Министерства народного просвещения (открыто в 1870 году), одноклассное церковно-приходское и начальное Дербетовского улуса, было 5 мануфактурных лавок, 3 мелочных,, 9 питейных домов, 1 водяная мельница, 29 ветряных и 2 маслобойни, работали волостной и улусный фельдшеры. Село входило в состав Медвежинского уезда Ставропольской губернии.
К 1914 году население села превысило 10 тысяч человек. Первая мировая война, а затем голод, эпидемии разных болезней (особенно тиф) унесли много человеческих жизней. Хозяйства крестьян стали приходить в упадок. Великая октябрьская революция, затем — Гражданская война, которые окончательно разорили хозяйства крестьян.
В 1921 году в селе образовалась первая коммуна. Осенью 1923 года был образован первый колхоз «Восход». Затем было образовано ещё 9 колхозов.
По неполным данным на фронта Великой Отечественной войны из села ушло 838 человек, а с полей сражений не вернулось 286 человек. Женщины и дети заменили ушедших на войну мужчин, взяв в руки штурвал комбайна, руль трактора. Жители села оказывали помощь фронту, высылали посылки, в которые клали вязаные носки, варежки, шили полушубки. В сальский госпиталь жители села возили свои молочные продукты, овощи и фрукты.
Село было занято фашистскими войсками 30 июля 1942 года и освобождено 22 января 1943 года частями 28-й армии Южного фронта. Боев в селе не проходило, однако за период оккупации хозяйству колхоза и жителям села был нанесен огромный ущерб на сумму 12 483 769 рублей.
2 августа 1950 года три колхоза объединились в один колхоз имени Маленкова, а два других — в колхоз «Победа». 7 февраля 1951 года эти хозяйства были объединены в один, переименованный в колхоз «Советская Россия». 2 декабря 1991 года колхоз «Советская Россия» был реорганизован в товарищество «Ивановское», а затем, в ЗАО «Ивановское». ЗАО «Ивановское» прекратило своё существование в 2002 году.

## География
Село расположено в 39 км к юго-востоку от города Сальск у границы с Калмыкии на левом берегу реки Егорлык

## Уличная сеть
| - ул. Буденного, - ул. Гагарина, - ул. Горького, - ул. Ивана Яицкого, - ул. Игоря Полуляшного, - ул. Кирова, - ул. Комсомольская, - ул. Котовского, - ул. Крупской, | - ул. Ленина, - ул. Набережная, - ул. Островского, - ул. Первомайская, - ул. Пушкина, - ул. Савченко, - ул. Школьная, - ул. Шолохова. |

## Население
Динамика численности населения
| 1873 | 1909 | 1926  |
| ---- | ---- | ----- |
| 2152 | 6202 | 5 186 |

| 1883 | 1884  | 2010  |
| ---- | ----- | ----- |
| 2845 | ↗2979 | ↘1720 |

## Достопримечательности
- Мемориал «Мать — Родина» воинам — односельчанам, погибшим во время Гражданской и Великой Отечественной войны[10].

Мемориал воинской славы «Мать — Родина» расположен в парковой зоне, в центре села, напротив здания администрации села. На этом месте ранее было воинское захоронение 1943 года, перенесенное позже на сельское кладбище. В братской могиле на месте нынешнего мемориала в 1950 году был сооружен памятник солдату — освободителю с автоматом в руке, опирающийся на обелиск, который увенчан лавровым венком.
В 1987 году состоялось торжественное перезахоронение останков погибших в разные годы солдат на сельское кладбище.
Мемориал бы сооружен 9 Мая 1987 года. В состав мемориала входит скульптура женщины-матери из монолитного бетона. Скульптура имеет высоту 3,5 метра и установлена на пьедестале. Пьедестал имеет высоту высотой 2,5 м, на нём высечены слова: «Вечно живым». Архитектор мемориала — скульптор Цинкевич.
По обе стороны от скульптуры установлены две горизонтальные стелы с орденскими лентами, на них написаны имена 243 односельчан, убитых в годы Гражданской и Великой Отечественной войн, погибших в Афганистане. На стелах сделана надпись: «Памяти погибших — поклонись», «Верности Отчизне — поклянись!».
В год 65-летия Победы территория перед скульптурой «Мать — Родина» была благоустроена — выложена плиткой, вокруг были сделаны цветники, высажены кустарники, установлены фонари и скамейки.
- Братская могила и обелиск, павшим в годы Гражданской и Великой Отечественной войн. На обелиске высечены слова: «Вечная слава Героям, павшим за Родину в Великой Отечественной войне 1941—1945 г.г.».